# Cneu Névio

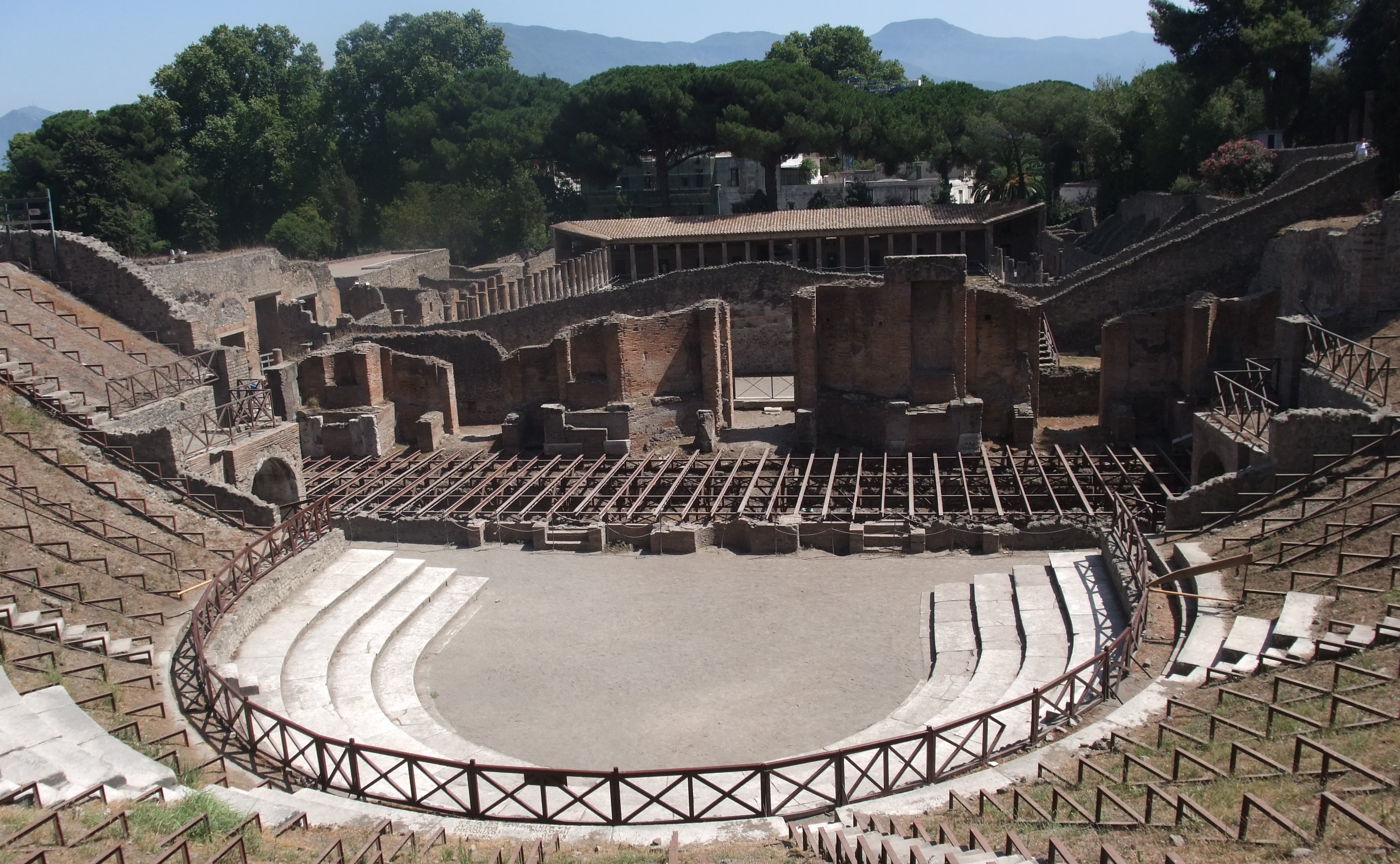
Teatro em Pompéia

Cneu Névio ( 270 AC -201   AC) foi um poeta épico e dramaturgo romano  do período latino antigo.  Suas comédias eram do gênero Palliata Comoedia, uma adaptação da nova comédia grega. Soldado nas guerras púnicas, ele era um grande patriota, inventando um novo gênero chamado Praetextae Fabulae, uma extensão da tragédia para figuras ou incidentes nacionais romanos, em homenagem ao Toga praetexta usado por altos funcionários. De seus escritos, sobrevivem apenas fragmentos de vários poemas preservados nas citações de gramáticos antigos ( Carísio, Aelius Donatus, Sexto Pompeio Festus, Aulus Gellius, Isidorus Hispalensis, Macrobius, Nonius Marcellus, Priscian, Marcus Terentius Varro ). 
Sua comédia satírica incomodou a família Metellus, que possuia um  cônsul entre seus membros. Por este motivo foi preso. Após algum tempo na prisão, ele se retratou e foi libertado pelos tribunos . Após uma segunda ofensa, ele foi exilado na Tunísia, onde escreveu seu próprio epitáfio e cometeu suicídio.     
| Immortales mortales si foret fas flere, flerent diuae Camenae Naeuium poetam. itaque, postquam est Orchi traditus thesauro, obliti sunt Romani loquier lingua Latina. | Se imortais tivessem permissão de chorar por mortais, as divinas Musas chorariam pelo poeta Névio. E então após ser ele enviado ao cofre de Orco, Os romanos esqueceriam como falar a língua latina. |
| | |